# Raionul Mostîska, Liov
Mostîska (în ucraineană Мостиський район, transliterat: Mostîskîi raion) este un raion în regiunea Liov, Ucraina. Reședința sa este orașul Mostîska.

## Demografie
Componența lingvistică a raionului Mostîska
     Ucraineană (93,21%)
     Polonă (6,32%)
     Alte limbi (0,45%)
Conform recensământului din 2001, majoritatea populației raionului Mostîska era vorbitoare de ucraineană (93,21%), existând în minoritate și vorbitori de polonă (6,32%).